# Krasovice
Krasovice je malá vesnice, část obce Kondrac v okrese Benešov. Nachází se asi 1 km na jih od Kondrace. V roce 2009 zde bylo evidováno 19 adres. Krasovice leží v katastrálním území Kondrac o výměře 7,18 km².

## Historie
První písemná zmínka o vesnici pochází z roku 1359.

## Pamětihodnosti
- Sýpka u čp. 12

## Další fotografie

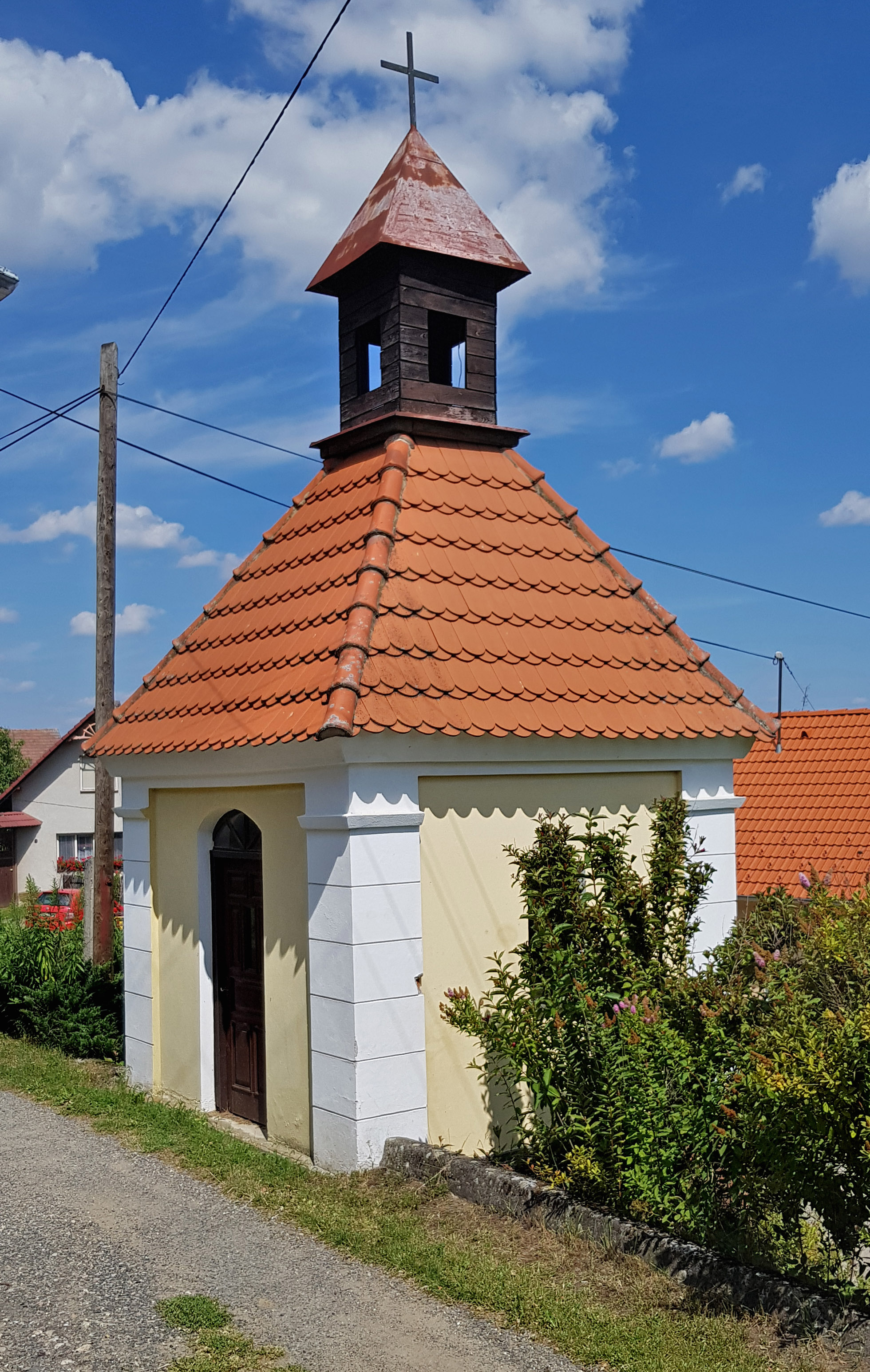
Kaple na návsi
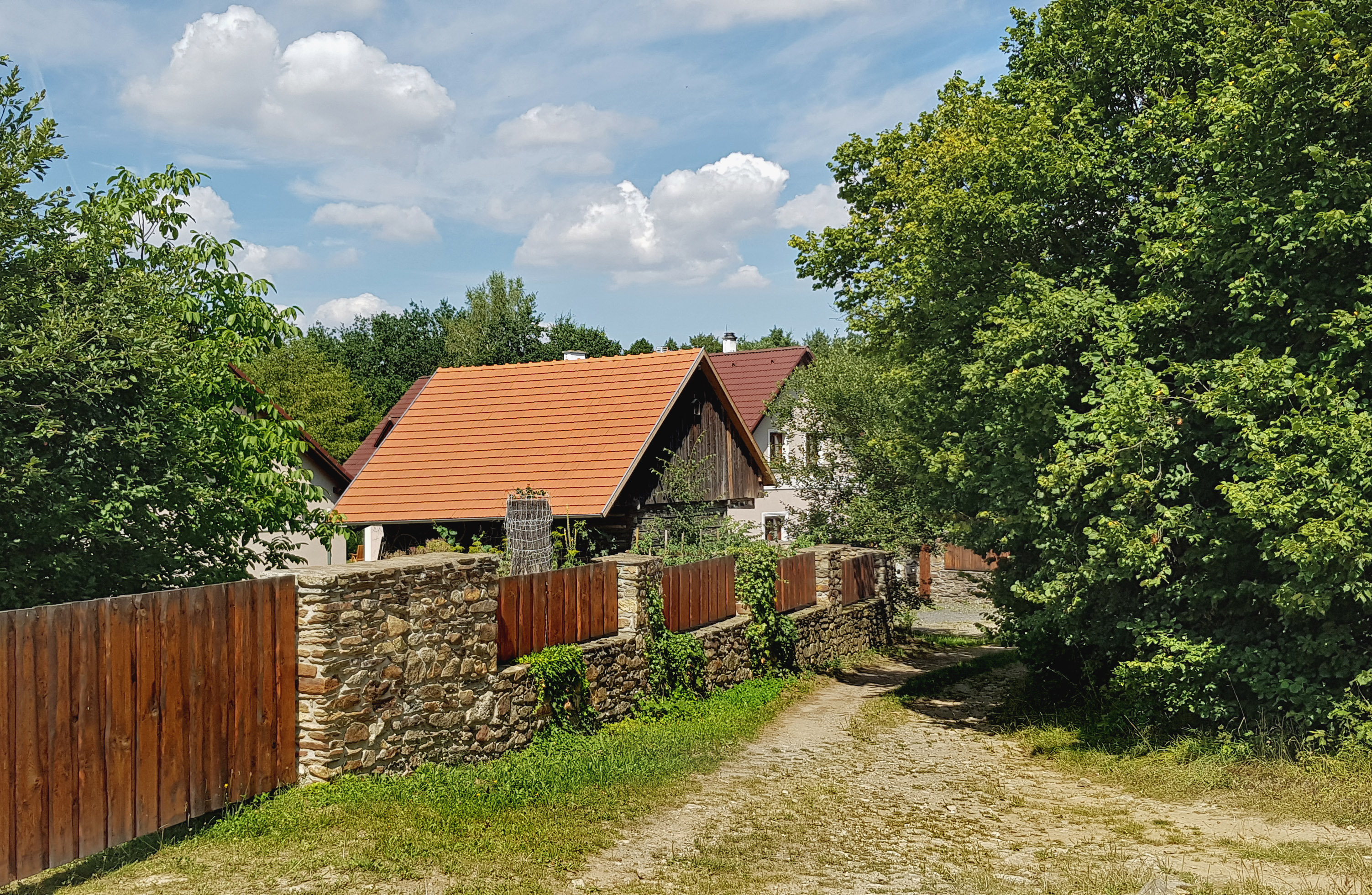
Dů,m čp. 12 s památkově chráněnou stodolou
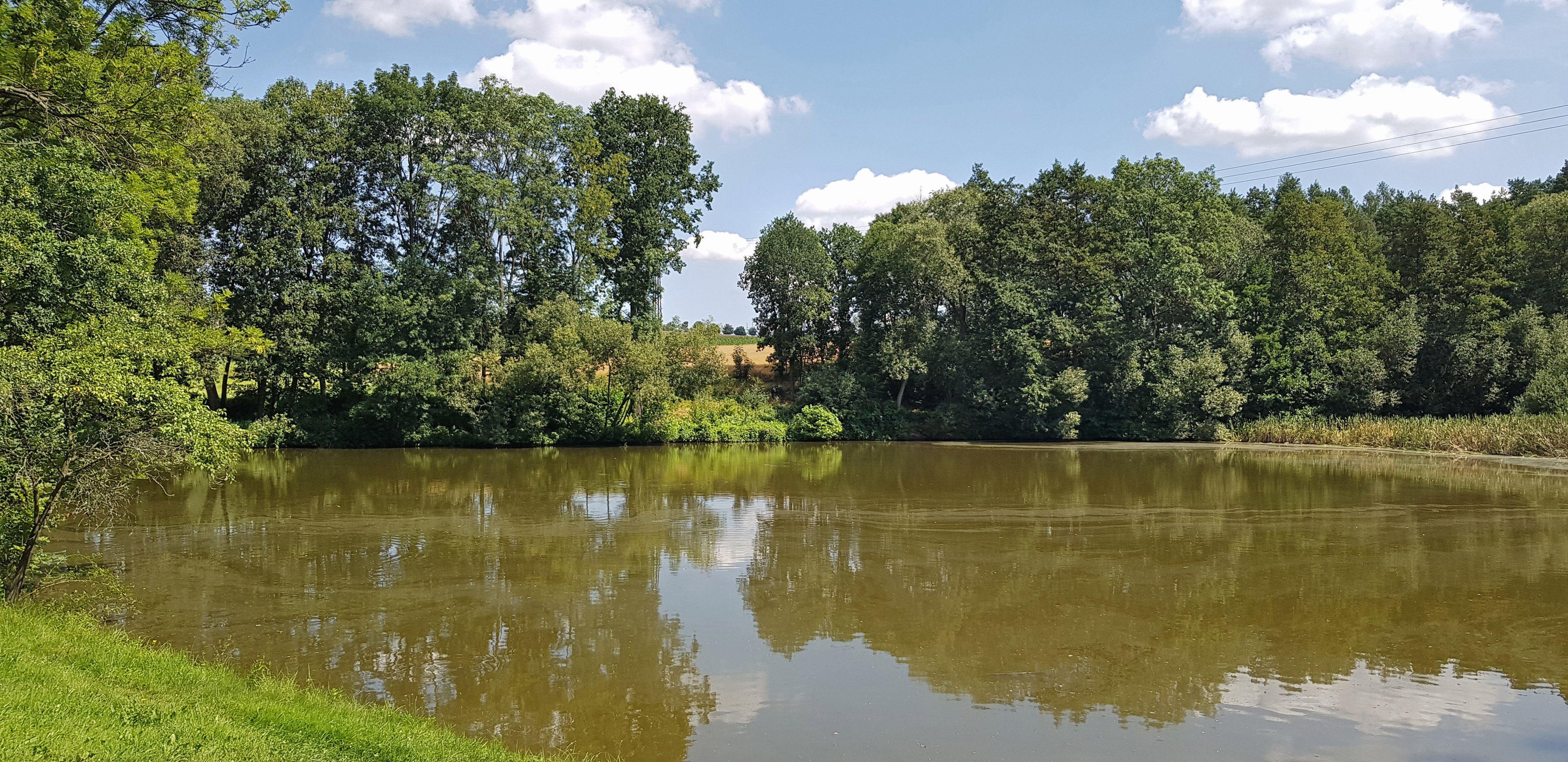
Rybník severně od vsi
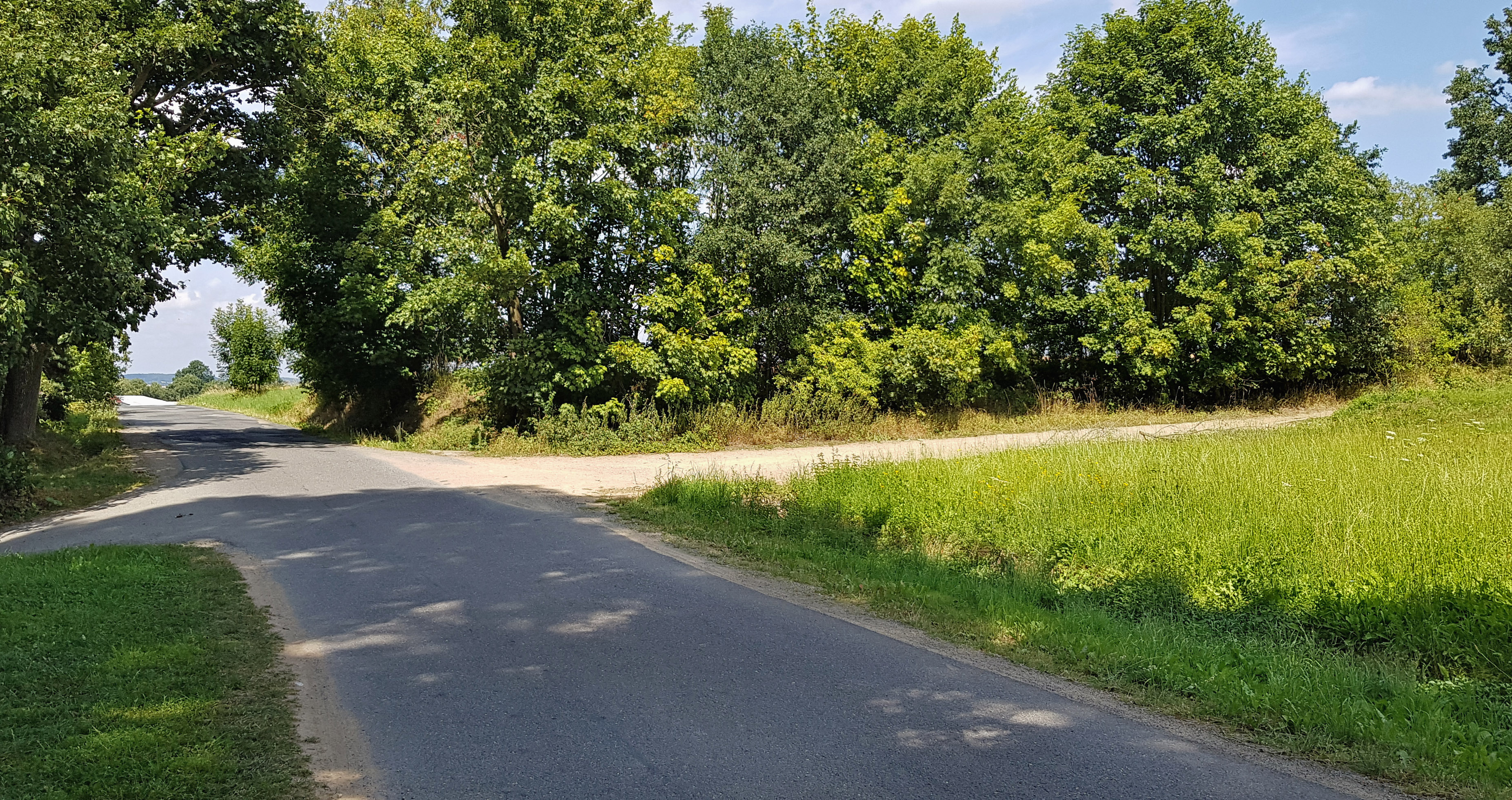
Místo zaniklé vsi Libošovice